# Florești (Moldavië)
Florești is een gemeente - met stadstitel - en de hoofdplaats van de Moldavische bestuurlijke eenheid (unitate administrativ-teritorială) Florești.
De gemeente telt 15.400 inwoners (01-01-2012).